# Philharmostes corruscus
Philharmostes corruscus là một loài bọ cánh cứng trong họ Hybosoridae. Loài này được Fairmaire miêu tả khoa học năm 1903.